# Municipi de Skanderborg
El municipi de Skanderborg és un municipi danès que va ser creat l'1 de gener del 2007 com a part de la Reforma Municipal Danesa, integrant els antics municipis de Galten, Hørning, Ry i Skanderborg, i una part de la parròquia de Voerladegård. El municipi és situat a l'est de la península de Jutlàndia, a la Regió de Midtjylland i abasta una superfície de 436 km² i forma part de la Regió metropolitana de l'est de Jutlàndia.
Al municipi es troben diferents llacs com per exemple el Skanderborg, Vessø, Birksø o el Knudsø, d'altes com el Rye Mølle, Gudensø, Mossø, Birksø i Julsø (compartit amb el municipi de Silkeborg) formen part del curs del riu Gudenå, el més llarg de Dinamarca. El llac Stilling-Solbjerg, d'uns 7 km de llarg, està compartit amb el municipi d'Århus, de fet a la banda de Skanderborg rep el nom de Stilling i a la banda d'Århus el de Solbjerg.
Al municipi també es troba un dels punts més alts de Dinamarca, el turó de Møllehøj de 170,86 metres. És 9 cm més alt que el turó de Yding Skovhøj, al municipi de Horsens si no es considera el túmul funerari que aquest darrer té al seu cim.
La ciutat més important i seu administrativa del municipi és Skanderborg (14.072 habitants el 2009). Altres poblacions del municipi:
- Alken
- Blegind
- Fruering
- Galten
- Gammel Rye
- Hårby
- Herskind
- Hørning
- Hylke
- Låsby
- Nørre Vissing
- Ry
- Sjelle
- Skjørring
- Skovby
- Stilling
- Stjær
- Storring
- Tebstrup
- Virring
- Voerladegård

## Consell municipal
Resultats de les eleccions del 18 de novembre del 2009:
| Partit                      | vots  | % vots |
| --------------------------- | ----- | ------ |
| Socialdemokratiet           | 10163 | 34,8   |
| Det Radikale Venstre        | 1313  | 4,5    |
| Det Konservative Folkeparti | 1660  | 5,7    |
| Socialistisk Folkeparti     | 4618  | 15,8   |
| Dansk Folkeparti            | 1598  | 5,5    |
| Venstre                     | 9834  | 33,7   |

### Alcaldes
| Alcalde       | Període               | Partit            |
| ------------- | --------------------- | ----------------- |
| Jens Grønlund | 1-1-2007 a 31-12-2009 | Venstre           |
| Jørgen Gaarde | 1-1-2010 a ----       | Socialdemokratiet |